# Campus (série littéraire)
Pour les articles homonymes, voir Campus (homonymie).
Campus (titre original : Private) est une suite romanesque écrite par l'auteure Kate Brian.
Le premier tome Bienvenue à Easton est sorti en mars 2008. Une série dérivée est sortie sous le nom de Privilège, où l'on retrouve Ariana Osgood, désormais dans une prison hautement sécurisée dont elle parviendra à s'échapper...

## Résumé
À 15 ans, Reed Brennan entre, grâce à son père, dans la prestigieuse Académie d'Easton. Elle espère là-bas y recevoir une bonne éducation et par conséquent éviter sa mère accro aux médicaments, mais à la place elle ne rencontre que des drames. En effet, dès son arrivée, elle se retrouve dans le prestigieux dortoir Billings...
Elle fait également la connaissance de quatre filles de Billings, le dortoir le plus important, Noëlle, Ariana, Taylor et Kiran. Reed va tout faire pour être acceptée par cette élite, au prix de grands sacrifices...malgré les drames qu'elle devra endosser...

## Les personnages
- Reed Brennan: Personnage principal de la série et narratrice, Reed est prête à tout pour garder sa place à Billings afin de se faire une place dans l'école d'Easton... mais à quel prix ?
- Noëlle Lange: Fille appartenant au clan Billings et partage sa chambre avec Ariana Osgood, elle en deviendra la leader mais sera renvoyée pour avoir été la complice d’Ariana à la mort de Thomas Pearson. Reed est sa demi-soeur.
- Ariana Osgood: Principale figure du clan Billings, Ariana a eu une liaison avec Thomas Pearson dont elle participera à l'assassinat. Elle est finalement internée dans un hôpital psychiatrique, puis elle en sortira (livre Privilège).
- Kiran Hayes: Mannequin, et personnage important de Billings, elle est la colocataire de Taylor Bell. Elle est sortie avec James, un élève de la maison Gleck( appelée Glauque )
- Taylor Bell: Principale figure du clan Billings, Taylor est la fille la plus intelligente du Campus, elle aide Reed quand elle a eu des difficultés en cours.
- Ivy Slade: fait sa première apparition dans le tome 5. Ancienne meilleure amie de Cheyenne.

- Josh Hollis: ancien meilleur ami de Thomas Pearson, il devient le petit ami de Reed Brennan à partir du tome 3, puis celui d'Ivy du tome 8 au tome 12.🤩
- Thomas Pearson: ex-petit ami de Reed Brennan, c'était un trafiquant de drogue et un alcoolique. Il est retrouvé assassiné à la fin du tome 2.
- Constance Talbot: première colocataire de Reed Brennan à Bradwell et petite amie de Walt Whittaker.
- Dash McCafferty: petit ami de Noëlle et membre du clan Ketlar. Mais après, Dash aura un coup de foudre sur Reed au tome 6.
- Walt Whittaker: descendant d'une riche famille, il courtise Reed Brennan dans le tome 2 mais finit avec Constance Talbot. Il reste cependant en bons termes avec Reed. Il revient d'Afrique dans ke Tome 2
- Gage Coolidge: ami de Dash et de Josh , ex petit ami de Ivy Slade. il est un personnage important de Ketlar.
- Sabine Dulac: sœur d'Ariana Osgood, elle deviendra la meilleure amie de Reed à partir du tome 5 mais leur amitié se terminera au tome 8 car Reed apprendra que c'est elle qui a tué Cheyenne et qui l'a faite chanter.
- Natasha Creenshaw: Colocataire de Reed Brennan à Billings, petite amie de Leanne Shore. Elle déteste Reed, c'est aussi quelqu'un qui s'intéresse à la politique
- Cheyenne Martin: ex-leader de Billings, elle est sauvagement assassinée par Sabine.
- M. Cromwell: directeur d'Easton.
- Missy Thurber: gouvernante du clan Billings. Amie de Constance et à des antécédents à Bilings
- Lorna Gross, membre du clan des Billings et meilleure amie de Missy.
- London Simmons et Vienna Clark: membre des Billings et meilleures amies, surnommées les villes jumelles.
- Rose Sakowitz: membre de Billings et colocataire de Cheyenne Martin. Elle ne prendra jamais part aux moqueries des autres filles Billings.
- Portia Ahronian: membre de Billings et meilleure amie de Shelby
- Leanne Shore: ex-membre de Billings, elle est renvoyée pour tricherie à un examen dans le tome 1.
- Astrid Chou: membre du clan Billings

- Reed Lange: vrai nom de famille de Reed puisque dans le douzième tome, Noelle révèle à Reed qu'elle est sa demi-sœur : la mère de Reed a eu une liaison avec le père de Noëlle quand elle était jeune.
- Shelby Wordensworth : Fille de Billings plutot discrète.

. Mr Pearson : Père de Thomas et homme riche qui verse beaucoup d'argent à Easton. C'est aussi un alcoolique 

## Les volumes
Préquelle : Cet hiver-là, à Easton, Bayard Jeunesse, 2011 ((en) Last Christmas, 2008)
Préquelle : Le Livre des sortilèges, Bayard Jeunesse, 2015 ((en) The Book of Spells, 2010)
1. Bienvenue à Easton, Bayard Jeunesse, 2007 ((en) Private, 2006)
2. Sur invitation, Bayard Jeunesse, 2008 ((en) Invitation Only, 2006)
3. Intouchables, Bayard Jeunesse, 2008 ((en) Untouchable, 2006)
4. Confessions, Bayard Jeunesse, 2009 ((en) Confessions, 2007)
5. Nouveau Départ, Bayard Jeunesse, 2009 ((en) Inner Circle, 2007)
6. Héritage, Bayard Jeunesse, 2010 ((en) Legacy, 2008)
7. Ambition, Bayard Jeunesse, 2011 ((en) Ambition, 2008)
8. Révélation, Bayard Jeunesse, 2011 ((en) Revelation, 2008)
9. Paradis perdu, Bayard Jeunesse, 2012 ((en) Paradise Lost, 2009)
10. Soupçons, Bayard Jeunesse, 2013 ((en) Suspicion, 2009)
11. Société secrète, Bayard Jeunesse, 2013 ((en) Scandal, 2010)
12. Disparue, Bayard Jeunesse, 2014 ((en) Vanished, 2010)
13. (en) Ominous, 2011
14. (en) Vengeance, 2011

## Adaptation cinématographique
La série Campus a été adaptée à la télévision, sous le nom de Private. Pour le moment, elle n'est pas diffusée en France et il n'y a pas de date de diffusion prévue à ce jour.